# Grijsgoed
Grijsgoed is de term die, met name in de wereld van de afvalverwerking, wordt gebruikt voor apparaten die dienen voor informatieverwerking en telecommunicatie (ICT). Deze categorie producten omvat computers, telefoons, faxapparatuur, printers, scanners en dergelijke.
De term werd ingevoerd naast de reeds langer gehanteerde termen witgoed (wasmachines, koelkasten en dergelijke) en bruingoed (radio, tv, geluidsapparatuur en dergelijke).
Het aanbod van afgedankt grijsgoed is in de laatste decennia van de 20e eeuw sterk toegenomen, terwijl ook steeds weer nieuwe typen apparaten worden aangeboden. Daarnaast is de samenstelling van het grijsgoed voortdurend aan verandering onderhevig. Omstreeks 1990 bedroeg het aanbod van afgedankt grijsgoed in geïndustrialiseerde landen ongeveer 1 kg per hoofd per jaar (exclusief monitoren), maar dat cijfer is sindsdien sterk gestegen.
Grijsgoed bevat een aantal schadelijke stoffen, terwijl er daarnaast ook tal van waardevolle stoffen uit dit afval te winnen zijn. Dit alles heeft ertoe geleid dat de behandeling van afgedankt grijsgoed aan regels gebonden is en dat een groeiende bedrijfstak zich bezighoudt met de verwerking ervan.

## Afvoer van grijsgoed
Producenten en importeurs die deelnemen aan het ICT-inzamelsysteem betalen maandelijks een aandeel in de verwijderingskosten (inclusief de kosten voor verwijdering van grijsgoed van verweesden/freeriders). Het aandeel in de kosten is afhankelijk van het huidige marktaandeel in van de individuele deelnemer. Deze financieringsstructuur is geheel in overeenstemming met de geest van de wet, die de producent en importeur verantwoordelijk stelt voor de verwijdering van zijn afgedankte wit-, grijs- en bruingoedproducten. Op ICT-apparatuur en telefoons wordt dus geen verwijderingsbijdrage geheven. Het staat de ICT-deelnemers uiteraard vrij om hun verwijderingskosten op de een of andere manier door te belasten aan de afnemers.